# Rare Bird
Rare Bird — британський гурт прогресивного року, утворений 1969 року в Бірмінгемі.
До складу гурту ввійшли: Стів Голд (Steve Gould) — вокал, бас, саксофон: Дейв Каффінетті (Dave Kaffinetti) — клавішні: Грейєм Філд (Graham Field) — клавішні, гітара, вокал та Марк Ештон (Mark Ashton) — ударні, вокал.

## Історія гурту
У перший період своєї діяльності гурт орієнтувався на звучання таких гуртів, як The Nice та Procol Harum. Дебютували музиканти лонгплеєм «Rare Bird», з якого походив сингл «Sympathy». Ця лірична балада з суспільним підтекстом у березні 1970 року досягла у британському чарті лише 24 позиції, проте на європейському континенті з часом стала культовим хітом. Другий альбом «As Your Mind Files By» пропонував, наприклад, епічну сюїту «Flight» та записаний за участю хору заглавний твір. Проте гурту, яким керував шеф фірми «Charisma» Тоні Страттон-Сміт, не вдалося скористатись міжнародною популярністю у себе вдома, у Британії. Ще 1970 року своїх колег залишив Філдс, а двома роками пізніше вирішив розпочати сольну кар'єру Ештон (пізніше він співпрацював з гуртом Headstone).
Третій, чудовий альбом «Epic Forest» двом лідерам допомагали записувати нові музиканти: Енді Кертіс (Andy Curtis) — гітара; Фред Келлі (Fred Kelly) — ударні; Пол Холленд (Paul Holland) — ударні та Пол Кейрес (Paul Karas) — бас. Але незважаючи на персональні зміни, цій формації так і не вдалося надовго затриматись в еліті британського прогресивного року.
На збагаченому елементами фанку альбомі «Somebody's Watching» басові партії виконали Джон Веттон з King Crimson та Нік Поттер з Van der Graaf Generator. Однак записавши ще два альбоми, Rare Bird припинили свою діяльність. Після її розпаду Стів Голд утворив формацію Runner, а у 1980-х роках працював з Елвіном Лі.

## Дискографія
- 1969: Rare Bird
- 1970: As Your Mind Files By
- 1972: Epic Forest
- 1973: Somebody's Watching
- 1974: Born Again
- 1975: Rare Bird
- 1976: Sympathy
- 1977: Rare Bird — Polydor Special

### Марк Ештон
- 1978: Mark Ashton
- 1988: Modern Pilgrims (разом з власним гуртом Asnton)